# Раенко, Яков Григорьевич
Яков Григорьевич Раенко (? — 1845) — генерал-майор, герой Отечественной войны 1812 года.
В военную службу вступил в 1794 году в армейскую пехоту. В 1807 году произведён в майоры.
Во время Отечественной войны 1812 года Раенко служил в 25-м егерском полку и принимал участие во многих сражениях. 4 сентября 1812 года он был награждён орденом св. Георгия 4-й степени (№ 1063 по кавалерскому списку Судравского и № 2430 по списку Григоровича — Степанова)
В воздаяние ревностной службы и отличия, оказанного в сражении против французских войск  при Полоцке августа 5 и 6, где при начальном нападении неприятеля был командирован с баталионом для удержания сильнейшего стремления неприятеля, что исполнил в самой точности с примерною неустрашимостию и поражая онаго, смело наступал на колонны в превосходных силах бывшие, опрокинул оные и принудил к отступлению.
За отличия при изгнании Наполеоновской армии за пределы России Раенко 3 января 1813 года был награждён золотой шпагой с надписью «За храбрость».
За отличия в Заграничном походе 1813—1814 годов он был произведён в подполковники.
22 апреля 1819 года назначен командиром 39-го егерского полка и вместе с ним был двинут на Кавказ, где принимал участие в походах против горцев. 26 ноября 1823 года произведён в полковники.
Произведённый в 1833 году в генерал-майоры, Раенко в марте 1835 года вышел в отставку и скончался в 1845 году.